# 萨莫罗
萨莫罗（法語：Samoreau，法語發音：[samɔʁo] ⓘ）是法国塞纳-马恩省的一个市镇，属于枫丹白露区。

## 地理
萨莫罗（48°25'31"N, 2°45'15"E）面积5.65 平方千米，位于法国法蘭西島大區塞纳-马恩省，该省份为法国北部内陆省份，北起瓦兹省，西接埃松省、马恩河谷省、塞纳-圣但尼省和瓦兹河谷省，南至卢瓦雷省，东南接约讷省，东临马恩省和奥布省，东北接埃纳省。
与萨莫罗接壤的市镇（或旧市镇、城区）包括：塞纳河畔维莱讷、阿翁、塞纳河畔香槟、塞纳河畔萨穆瓦、托姆里。

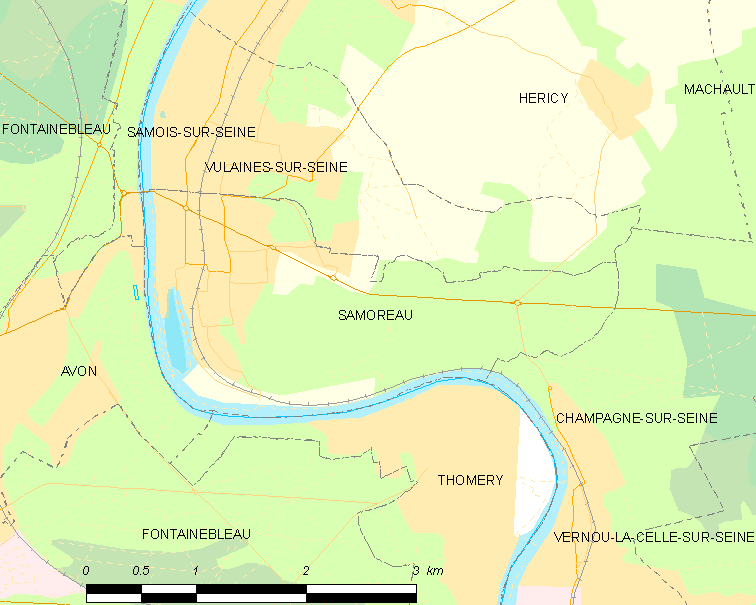
萨莫罗的OSM定位图

萨莫罗的时区为UTC+01:00、UTC+02:00（夏令时）。

## 行政
萨莫罗的邮政编码为77210，INSEE市镇编码为77442。

## 政治
萨莫罗所属的省级选区为枫丹白露县。

## 人口

1962-2008年间萨莫罗人口变化图示

萨莫罗于2022年1月1日时的人口数量为2409人。